# Barrera de Coulomb

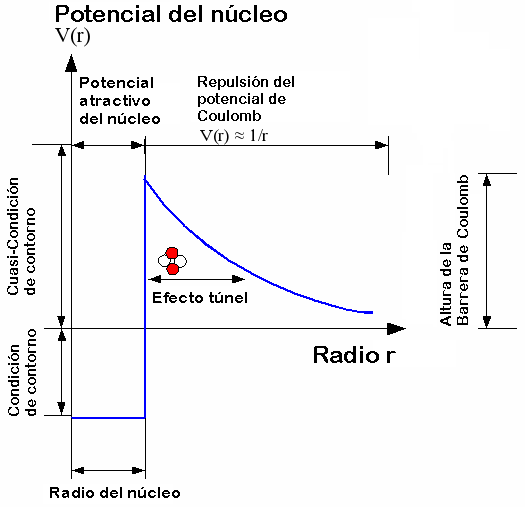
Barrera culombiana.

La barrera de Coulomb o barrera culombiana, denominada a partir de la ley de Coulomb, nombrada así por el físico Charles-Augustin de Coulomb (1736-1806), es la barrera de energía producida por la interacción electrostática que el núcleo atómico debe superar para experimentar una reacción nuclear. Esta barrera de energía es proporcionada por la energía potencial electrostática:
{\displaystyle U_{coul}=k{{q_{1}\,q_{2}} \over r}={1 \over {4\pi \epsilon _{0}}}{{q_{1}\,q_{2}} \over r}}
donde:
k es la constante de Coulomb = 8.9876×109 N m² C−2;
ε0 es la permeabilidad en el vacío;
q1, q2 son las cargas de las partículas que interactúan;
r es el radio de interacción.
Un valor positivo de U es debido a una fuerza de repulsión, así que las partículas que interactúan están a mayores niveles de energía cuando se acercan. Un valor negativo de la energía potencial U indica un estado de ligadura, debido a una fuerza atractiva.
La barrera culombiana aumenta con el número atómico, o sea, con el número de protones del núcleo en colisión:
{\displaystyle U_{coul}={{k\,Z_{1}\,Z_{2}\,e^{2}} \over r}}
donde e es la carga elemental, 1,602 176 53×10−19 C, y Zi los correspondientes números atómicos.
Para superar este obstáculo, el núcleo tiene que colisionar a altas velocidades, para que las energías cinéticas permitan que opere la interacción nuclear fuerte y una las partículas.
Según la teoría cinética de los gases, la temperatura de un gas es solo una medida de la velocidad media de las partículas en ese gas. Para gases habituales, la distribución de Maxwell-Boltzmann proporciona la fracción de partículas que se mueven a una determinada velocidad como función de la temperatura, y así podemos obtener la fracción de partículas que se mueven a velocidades suficientemente altas para rebasar la barrera de Coulomb.
En la práctica, las temperaturas necesarias para superar la barrera de Coulomb resultan ser menores de las esperadas debido al efecto túnel cuántico, como fue establecido por Gamow. La consideración de barrera-penetración mediante el efecto túnel y la distribución de velocidades dan lugar a un número limitado de condiciones en las que la fusión puede llevarse a cabo, conocido como pico de Gamow.